# Freemium no es libre
«Freemium no es gratis» («Freemium Isn't Free» como título original), es el sexto episodio de la temporada decimoctava de la serie animada de televisión norteamericana South Park. Es el episodio número 253 de la serie, fue escrito y dirigido por el cocreador de la serie Trey Parker. Se estrenó en Estados Unidos el 5 de noviembre de 2014 en el canal Comedy Central y explora la popularidad de las aplicaciones móviles freemium y la adicción que éstas generan en el público, y su relación con otras adicciones como el alcoholismo y el juego. Fue candidato a un premio Emmy al mejor programa animado en la edición n.º 67 del galardón.
Stan lucha contra su adicción a los juegos freemium y los micropagos electrónicos, mientras que sus amigos tratan de desenmascarar la verdad tras la fachada de estos juegos supuestamente «gratuitos». Solamente la ayuda de Satán podrá explicar razonablemente el fondo del problema y la salida del mismo, mientras que Randy negará en todo momento haber trasmitido sus genes adictos a Stan.

## Trama

### Acto 1
En los pasillos de la escuela primaria de South Park se encuentra Kyle con Jimmy quien lo anima a descargar un nuevo juego gratuito para dispositivos móviles cuyos personajes son Terrance y Phillip. Más tarde, Kyle descarga el juego y se da cuenta de que en realidad no es gratuito por lo cual se siente decepcionado.
Por otro lado, en las instalaciones del Departamento canadiense de juegos móviles se encuentran reunidos el Príncipe de Canadá y el ministro de juegos móviles quienes están muy satisfechos con los resultados financieros de los juegos freemium canadienses. En ese momento interrumpen la reunión Terrance y Phillip muy disgustados de que se esté usando su imagen en dichos juegos y además consideran que éstos son un engaño porque en realidad no son gratuitos. Para calmarlos el ministro les explica el verdadero funcionamiento de los juegos freemium.
Mientras tanto, Randy discute con Stan por gastar 489 dólares en el juego de Terrance y Phillip. Randy le dice a Sharon que Stan heredó del abuelo el problema de la adicción al juego (aunque, por su parte, no acepta tener problemas de adicción al alcohol). 
Kyle, Kenny y Cartman visitan a Stan quien no fue a la escuela por estar jugando en su celular el juego freemium de Terrance y Philip. Ante los cuestionamientos, Stan revela que fue Jimmy quien le recomendó dicho juego. Los chicos se dan cuenta de que es Jimmy quien lo recomienda a todo el mundo y por esto deciden confrontarlo, ante lo cual Jimmy revela que promociona el juego porque el gobierno canadiense le paga por ello.
Mientras esto sucede, en Canadá Terrance y Phillip continúan discutiendo con el príncipe y el ministro puesto que les sigue pareciendo que su juego freemium es deshonesto y lleva a las personas a gastar más dinero del que tienen, frente a lo cual el ministro propone destinar parte de las ganancias obtenidas en una campaña que enseñe a los usuarios a usar el juego con moderación, como lo hace la industria del alcohol con sus productos.
Por otra parte, Randy lleva a Stan a un casino donde su abuelo está jugando en las máquinas tragamonedas. El objetivo de Randy es que Stan identifique su propio problema con el juego. Tras una discusión con Stan y el abuelo, estos se comprometen a dejar sus adicciones, mientras que Randy sigue negando tener algún problema con las bebidas alcohólicas.

### Acto 2
Jimmy continúa defendiéndose de las acusaciones de Kyle, Cartman y Kenny sobre su responsabilidad en la promoción del juego freemium de Terrance y Phillip y al mismo tiempo Stan continúa jugándolo y gastando dinero, lo cual genera discusiones y regaños de Randy quien insiste en que todo se debe a la herencia genética transmitida por el abuelo. Finalmente Jimmy acepta su falta y habla con Stan recomendándole que busque un ser superior y pida ayuda para salir de su adicción. 
Mientras tanto Kyle busca una estrategia para revelar al mundo que los juegos freemium son un fraude que utiliza la adicción al juego de algunas personas como fuente de comercialización, al tiempo que Cartman difunde dicha denuncia por Twitter. Al enterarse de esta noticia, Terrance y Phillip regresan indignados donde el príncipe de Canadá y su ministro quienes justifican nuevamente la estrategia comercial de estos juegos. Sin embargo, esta vez Phillip advierte que no los apoyarán más. 
Por su parte, Stan acoge la recomendación de Jimmy e invoca a un ser superior para que lo ayude con su adicción al juego y en ese momento aparece Satán en su cuarto y le explica cómo se producen las adicciones en los seres vivos a través de la dopamina.

### Acto 3
Sorpresivamente, el ministro de juegos móviles revela que en realidad es el diablo canadiense más conocido como "Beelzaboot", y que su objetivo es esclavizar las almas de los canadienses. Satán sigue explicando a Stan cómo funciona la adicción y como prevenirla. Cuando se entera de que es Canadá quién está promoviendo la adición a los juegos freemium concluye que debe ser una idea de Beelzaboot y decide ir a combatirlo, para lo cual se interna en el cuerpo de Stan y se dirige a Canadá, donde da inicio una gran lucha entre los dos demonios que termina ganando Satán.
El episodio concluye con Stan regresando desde el inframundo, mientras que el príncipe de Canadá informa a su pueblo que nunca volverá a patrocinar juegos freemium y que Canadá volverá a ser «una respetada tundra de mierda».

## Producción

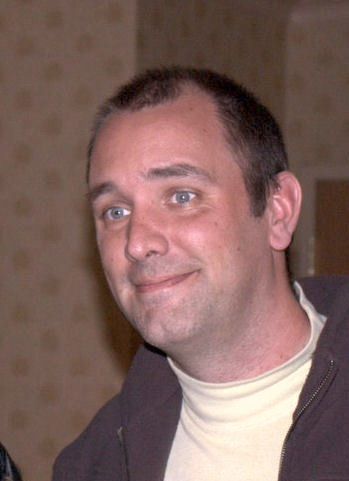
Trey Parker. Guionista y director del episodio.

En los comentarios de audio contenidos en el DVD de la temporada XVIII de South Park los co-creadores de la serie explican cómo se creó el episodio: Después del éxito del videojuego Stick of Truth, Parker y Stone habían sido contactados por varias compañías con la propuesta de desarrollar un juego freemium para dispositivos móviles, pero ellos no estaban seguros de producir este tipo de juegos por considerarlos ofensivos puesto que en ellos se pide dinero a los usuarios. Por esta razón decidieron hacer una investigación de prueba antes de autorizar el desarrollo del producto. Durante este tiempo de investigación decidieron hacer un episodio en torno a este tipo de juegos y aprovecharon el conocimiento adquirido en su investigación para concluirlo.
Algunos personajes requirieron modificaciones del departamento de arte. Es el caso de Stan, quien durante el tercer acto aparece poseído por Satán y por ello debió ser redibujado. También el mismo Satán fue actualizado pues hacía 8 años no aparecía en la serie.
El diablo canadiense es llamado "Beelzaboot"  pues es una contracción de las palabras beelzebub y la pronunciación canadiense del término inglés "about".
En las primeras etapas del desarrollo del episodio, este había sido denominado "Micropay" y "Freedom Isn't Freemium", pero al final quedó el nombre con el que salió al aire.

### Personajes

#### Habituales y no debutantes
| Personaje       | Roll                | Debut                                        |
| --------------- | ------------------- | -------------------------------------------- |
| Stan Marsh      | Personaje principal | El Espíritu de la Navidad (Jesús vs. Frosty) |
| Randy Marsh     | Padre de Stan       | Volcán                                       |
| Sharon Marsh    | Madre de Stan       | Un Elefante hace el Amor con una Cerda       |
| Marvin Marsh    | Abuelo de Stan      | Muerte                                       |
| Kyle Broflovski | Personaje principal | El Espíritu de la Navidad (Jesús vs. Frosty) |
| Eric Cartman    | Personaje principal | El Espíritu de la Navidad (Jesús vs. Frosty) |
| Kenny McCormick | Personaje principal | El Espíritu de la Navidad (Jesús vs. Frosty) |
| Jimmy Valmer    | Estudiante 4º       | Pelea de Inválidos                           |
| Terrance        | Estrella de TV      | Muerte                                       |
| Phillip         | Estrella de TV      | Muerte                                       |
| Satán           | Demonio             | Damien                                       |

#### Debutantes
| Personaje                            | Roll      |
| ------------------------------------ | --------- |
| Príncipe de Canadá                   | Político  |
| Ministro de Deportes de Canadá       | Político  |
| Ministro de Juegos móviles de Canadá | Político  |
| Diablo canadiense "Beelzaboot"       | Demonio   |
| Reportero canadiense                 | Reportero |

### Locaciones
| Locación                                  | Utilización         | Primera aparición               |
| ----------------------------------------- | ------------------- | ------------------------------- |
| Escuela primaria de South Park            | Escuela             | Cartman Consigue una Sonda Anal |
| Residencia Broflovski                     | Residencia          | Muerte                          |
| Residencia Marsh                          | Residencia          | El gran crucero del Gran Gay Al |
| Departamento canadiense de juegos móviles | Institución estatal | Freemium no es gratis           |
| Casino Indio "Tres padres"                | Casino              | Freemium no es gratis           |

## Temática y referencias culturales

### Temática principal
En Freemium no es gratis los creadores de la serie abordan como temática principal la adicción producida por la tecnología, especialmente dirigida hacia los juegos freemium y a los micropagos electrónico. Durante toda la temporada XVIII South Park explora las transformaciones y problemas sociales relacionados con la tecnología. En el primer episodio de la temporada los chicos quieren enriquecerse rápidamente con un nuevo dominio en internet, en el tercer episodio se explica como la música puede ser manipulada a través de la tecnología; en el cuarto capítulo las nuevas tecnologías móviles cambian las formas transporte; en el quinto capítulo la intimidad se ve comprometida por los aviones no tripulados y los videos digitales. Existe cierta coherencia en los diferentes temas tratados durante la temporada aunque se aborden asuntos muy diferentes.
El personaje principal del episodio es Stan quien se debate en medio de su problema de adicción al juego, aunque los demás personajes participan activamente en la trama y adquieren cierto protagonismo. El papel de Randy es el complemento cómico del episodio y del tema de la adicción, puesto que representa a las personas que niegan tener problemas de este tipo.

### Referencias culturales

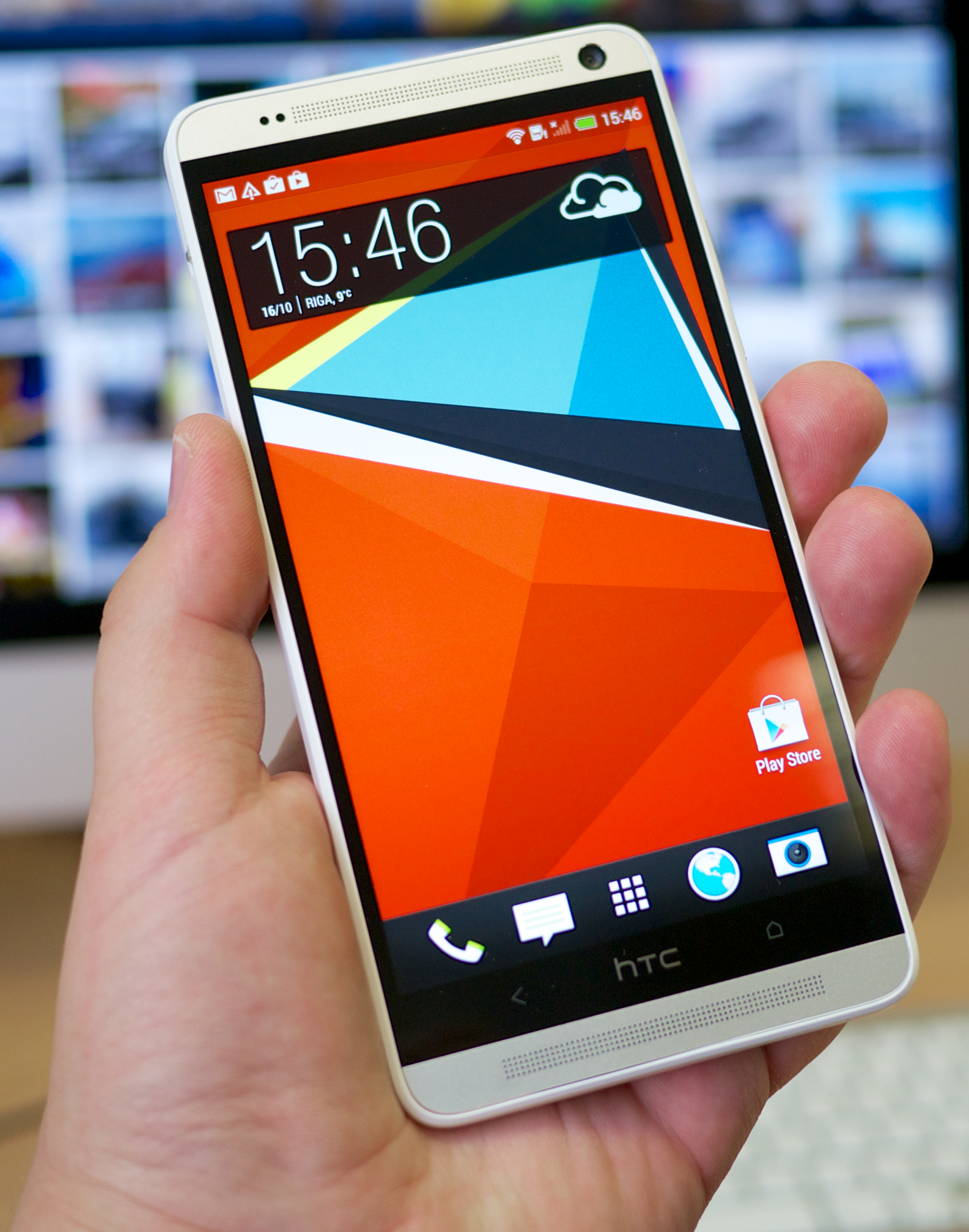
Los juegos freemium son muy utilizados en dispositivos móviles.

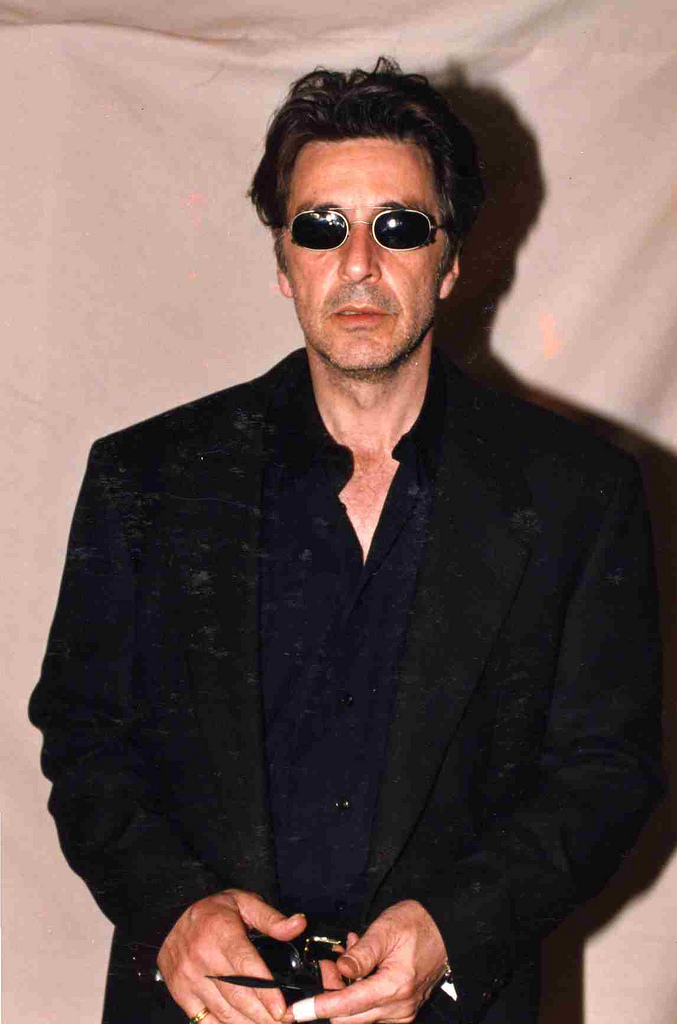
En "Freemium no es gratis" se hace una parodia de una escena del film El abogado del Diablo